# Catocala cassandra
Catocala cassandra là một loài bướm đêm trong họ Erebidae.